# شهرستان یابلانیتسا
شهرستان یابلانیتسا (به بلغاری: Yablanitsa Municipality) یک شهرستان در بلغارستان است که در استان لووچ واقع شده‌است. شهرستان یابلانیتسا ۲۷۶ کیلومتر مربع مساحت و ۶٬۴۲۷ نفر جمعیت دارد.